# Яхреньга (приток Кубены)
Яхреньга — река в России, протекает в Сямженском районе Вологодской области. Устье реки находится в 176 км по левому берегу реки Кубена. Длина реки составляет 19 км.
Яхреньга вытекает из Яхреньгского озера, лежащего на высоте 161,6 метра над уровнем моря возле деревень Васильевская и Великий Двор (Сельское поселение Раменское). Течёт на юго-запад и запад по ненаселённому лесу. Русло извилистое, крупных притоков нет. Кроме двух деревень у истока населённых пунктов по берегам также нет. Впадает в Кубену двумя километрами ниже посёлка Гремячий. В низовьях имеет ширину 10 метров при глубине 60 см. Основной приток — Ростовка, впадает справа.

## Данные водного реестра
По данным государственного водного реестра России относится к Двинско-Печорскому бассейновому округу, водохозяйственный участок реки — озеро Кубенское и реки Сухона от истока до Кубенского гидроузла, речной подбассейн реки — Сухона. Речной бассейн реки — Северная Двина.
Код объекта в государственном водном реестре — 03020100112103000005597.